# Син (митология)
Вижте пояснителната страница за други значения на Син.
Син (от акадски език: Сън, Суен; на шумерски:Нанна) е шумерски бог в месопотамската митология. Името Нанна е с шумерски произход и означава „осветителят.“
Той е божество на Луната у древните жители на Месопотамия (Двуречието) и син на бог Енлил и богинята Нинлил. Съпруга му е Нингал („Великата Дама“), която му родила син – Уту („Слънце“), а дъщеря – Инанна (Инанна се смята да е шумерското име на богинята Ищар).
Неговият свещен град е Ур.

## Изобразяване
Лунният бог е персонификация на мъдростта, отнасяща се до постиженията на древните учени астрономи, за които наблюденията на фазите на Луната са важен фактор в развитие на математическите им умения. Често е определян като Ен-зу или „господар на мъдростта.“  В астрално-теологичната система е представян от числото 30 и от Луната. Това число вероятно се отнася до средния брой дни в един лунен месец (точният брой всъщност е ≈29,53 дни), премерен между 2 последователни новолуния.
През периода от около 2600-2400 пр.н.е.), когато градът държава Ур е управлявал по-голямата част от долината на река Ефрат Син е представян като глава на пантеона на месопотамските божества и му придават епитети, като „баща на боговете“, „главен бог“, „творец на всичко“ (демиург). Тенденцията за централизиране на вселенската власт води до установяване на доктрината за троицата, състояща се от Син, Шамаш и Ищар, съответно олицетворяващи Луната, Слънцето и планетата Венера (Зорница/Вечерница - в миналото хората са си представяли, че това са 2 звезди или планети, въпреки че всъщност е една и съща).
Наричан Син във Вавилон и Асирия и почитан в Харан, той носи брада, направена от лапис лазули и яздел крилат бик. На печати той е изобразяван като старец с падаща брада и със символ полумесец. Символизиран и от крилат бик (идва от името на баща му, Енлил, „Небесният бик“) и триножник, който вероятно е статив за лампа.
Важен шумерски текст („Енлил и Нинлил“) разказва за слизането на Енлил и Нинлил (бременна с Нанна/Суен) в Подземния свят/Ада. Там се показват 3 „замествания“, за да се позволи на Нанна/Суен да излезе на бял свят (на "горния свят"). Историята има сходство с друг текст, известен под името „Слизането на Инанна“, който от своя страна има някои допирни точки с легендата за отвличането на Персефона в Хадес.

## Култови средища
Двете основни средища на почитанието към Син са били Ур на юг и Харан на север. Главното светилище на Нанна в град Ур се е наричало E-гиш-шир-гал („дом на голямата /великата/ светлина“). Син, впоследствие идентифициран с Нанна, има светилище и край Харан (Харран) наречено E-кхул-кхул („дом на радостите“). Култът се е разпрострял и до други центрове; храмове на лунния бог се намират във всички големи градове на Вавилон и Асирия.